# Rosen Peak
Der Rosen Peak ist ein 1220 m hoher Berg im westantarktischen Ellsworthland. In der Heritage Range des Ellsworthgebirges ragt er im südlichen Teil der Gross Hills auf.
Das Advisory Committee on Antarctic Names benannte ihn 2004 nach dem Geologen Lawrence C. Rosen, der von 1979 bis 1980 im Rahmen des United States Antarctic Program im Ellsworthgebirge tätig war.